# Pseudogekko labialis
Pseudogekko labialis är en ödleart som beskrevs av  Peters 1868. Pseudogekko labialis ingår i släktet Pseudogekko och familjen geckoödlor. IUCN kategoriserar arten globalt som livskraftig. Inga underarter finns listade i Catalogue of Life.